# مرحله مقدماتی جام جهانی فوتبال ۲۰۲۲
مرحله مقدماتی جام جهانی فوتبال ۲۰۲۲ فرایندی گزینشی است که برای انتخاب ۳۱ تیم از ۳۲ تیم مسابقات میان ۲۰۸ عضو فدراسیون بین‌المللی فوتبال فیفا، همراه با تیم ملی فوتبال قطر، به عنوان میزبان جام جهانی برگزار شد. مرحله انتخابی جام جهانی ۲۰۲۲ قطر از ۶ ژوئن ۲۰۱۹ آغاز و در مارس ۲۰۲۲ پایان یافت. کشور قطر به عنوان میزبان در مراحل مقدماتی این دوره از مسابقات حضور داشت.

## تیم‌های راه‌یافته

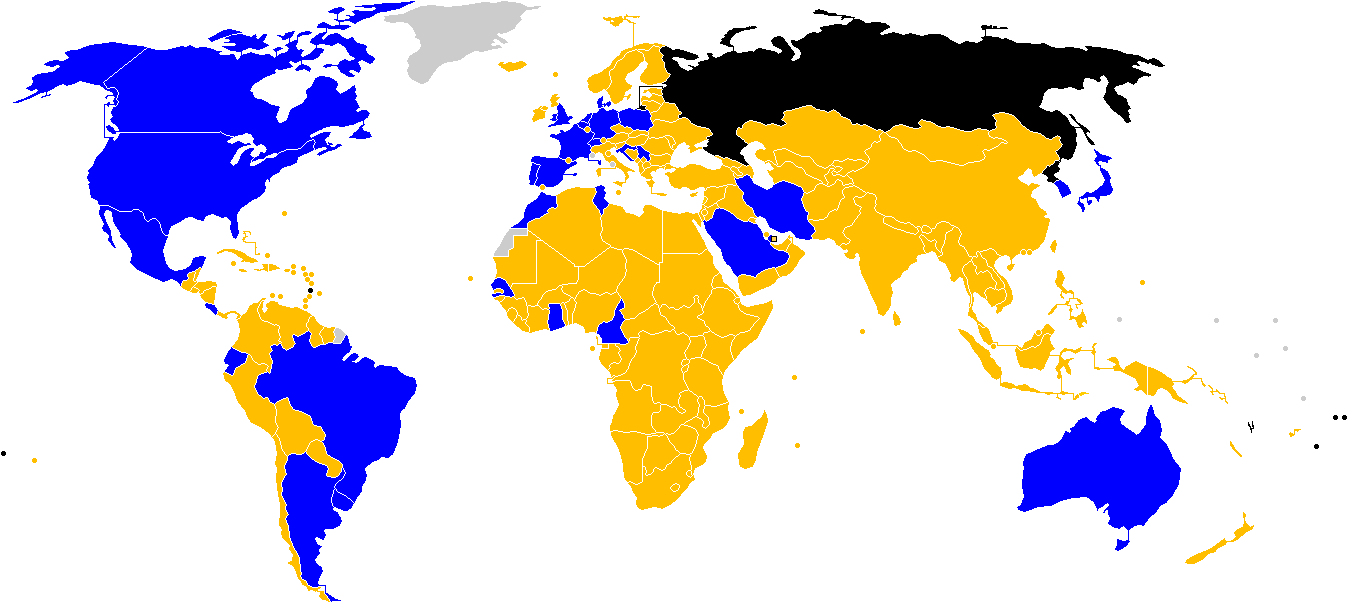
وضعیت کشورها در جام جهانی فوتبال ۲۰۲۲:

| تیم                 | نحوهٔ راه‌یابی                    | تاریخ راه‌یابی  | حضورهای پیشین در تورنمنت۱ | بهترین حضور در گذشته                       |
| ------------------- | ------------------------------- | -------------- | --- | ------------------------------------------ |
| قطر                 | کشور میزبان                     | ۲ دسامبر ۲۰۱۰  | ۰ (نخستین حضور) | —                                          |
| آلمان               | تیم اول گروه J یوفا             | ۱۱ اکتبر ۲۰۲۱  | ۱۹ (۱۹۳۴، ۱۹۳۸، ۱۹۵۴۲، ۱۹۵۸۲، ۱۹۶۲۲، ۱۹۶۶۲، ۱۹۷۰۲، ۱۹۷۴۲، ۱۹۷۸۲، ۱۹۸۲۲، ۱۹۸۶۲، ۱۹۹۰۲، ۱۹۹۴، ۱۹۹۸، ۲۰۰۲، ۲۰۰۶، ۲۰۱۰، ۲۰۱۴، ۲۰۱۸)   | قهرمان (۱۹۵۴، ۱۹۷۴، ۱۹۹۰، ۲۰۱۴)            |
| دانمارک             | تیم اول گروه F یوفا             | ۱۲ اکتبر ۲۰۲۱  | ۵ (۱۹۸۶، ۱۹۹۸، ۲۰۰۲، ۲۰۱۰، ۲۰۱۸)                                                                                                  | یک‌چهارم نهایی (۱۹۹۸)                       |
| برزیل               | تیم اول کونمبول                 | ۱۱ نوامبر ۲۰۲۱ | ۲۱ (۱۹۳۰، ۱۹۳۴، ۱۹۳۸، ۱۹۵۰, ۱۹۵۴، ۱۹۵۸، ۱۹۶۲، ۱۹۶۶، ۱۹۷۰، ۱۹۷۴، ۱۹۷۸، ۱۹۸۲، ۱۹۸۶، ۱۹۹۰، ۱۹۹۴، ۱۹۹۸، ۲۰۰۲، ۲۰۰۶، ۲۰۱۰، ۲۰۱۴، ۲۰۱۸) | قهرمان (۱۹۵۸، ۱۹۶۲، ۱۹۷۰، ۱۹۹۴، ۲۰۰۲)      |
| بلژیک               | تیم اول گروه E یوفا             | ۱۳ نوامبر ۲۰۲۱ | ۱۳ (۱۹۳۰، ۱۹۳۴، ۱۹۳۸، ۱۹۵۴، ۱۹۷۰، ۱۹۸۲، ۱۹۸۶، ۱۹۹۰، ۱۹۹۴، ۱۹۹۸، ۲۰۰۲، ۲۰۱۴، ۲۰۱۸)                                                 | مقام سوم (۲۰۱۸)                            |
| فرانسه              | تیم اول گروه D یوفا             | ۱۳ نوامبر ۲۰۲۱ | ۱۵ (۱۹۳۰، ۱۹۳۴، ۱۹۳۸، ۱۹۵۴، ۱۹۵۸، ۱۹۶۶، ۱۹۷۸، ۱۹۸۲، ۱۹۸۶، ۱۹۹۸، ۲۰۰۲، ۲۰۰۶، ۲۰۱۰، ۲۰۱۴، ۲۰۱۸)                                     | قهرمان (۱۹۹۸، ۲۰۱۸)                        |
| کرواسی              | تیم اول گروه H یوفا             | ۱۴ نوامبر ۲۰۲۱ | ۵ (۱۹۹۸، ۲۰۰۲، ۲۰۰۶، ۲۰۱۴، ۲۰۱۸)                                                                                                  | نایب‌قهرمان (۲۰۱۸)                          |
| اسپانیا             | تیم اول گروه B یوفا             | ۱۴ نوامبر ۲۰۲۱ | ۱۵ (۱۹۳۴، ۱۹۵۰، ۱۹۶۲، ۱۹۶۶، ۱۹۷۸، ۱۹۸۲، ۱۹۸۶، ۱۹۹۰، ۱۹۹۴، ۱۹۹۸، ۲۰۰۲، ۲۰۰۶، ۲۰۱۰، ۲۰۱۴، ۲۰۱۸)                                     | قهرمان (۲۰۱۰)                              |
| صربستان             | تیم اول گروه A یوفا             | ۱۴ نوامبر ۲۰۲۱ | ۱۲ (۱۹۳۰۳، ۱۹۵۰۳، ۱۹۵۴۳، ۱۹۵۸۳، ۱۹۶۲۳، ۱۹۷۴۳، ۱۹۸۲۳، ۱۹۹۰۳، ۱۹۹۸۳، ۲۰۰۶۳، ۲۰۱۰، ۲۰۱۸)                                             | مقام چهارم (۱۹۳۰۴، ۱۹۶۲)                   |
| انگلستان            | تیم اول گروه I یوفا             | ۱۵ نوامبر ۲۰۲۱ | ۱۵ (۱۹۵۰، ۱۹۵۴، ۱۹۵۸، ۱۹۶۲، ۱۹۶۶، ۱۹۷۰، ۱۹۸۲، ۱۹۸۶، ۱۹۹۰، ۱۹۹۸، ۲۰۰۲، ۲۰۰۶، ۲۰۱۰، ۲۰۱۴، ۲۰۱۸)                                     | قهرمان (۱۹۶۶)                              |
| سوئیس               | تیم اول گروه C یوفا             | ۱۵ نوامبر ۲۰۲۱ | ۱۱ (۱۹۳۴، ۱۹۳۸، ۱۹۵۰، ۱۹۵۴، ۱۹۶۲، ۱۹۶۶، ۱۹۹۴، ۲۰۰۶، ۲۰۱۰، ۲۰۱۴، ۲۰۱۸)                                                             | یک‌چهارم نهایی (۱۹۳۴، ۱۹۳۸، ۱۹۵۴)           |
| هلند                | تیم اول گروه G یوفا             | ۱۶ نوامبر ۲۰۲۱ | ۱۰ (۱۹۳۴، ۱۹۳۸، ۱۹۷۴، ۱۹۷۸، ۱۹۹۰، ۱۹۹۴، ۱۹۹۸، ۲۰۰۶، ۲۰۱۰، ۲۰۱۴)                                                                   | نایب‌قهرمان (۱۹۷۴، ۱۹۷۸، ۲۰۱۰)              |
| آرژانتین            | تیم دوم کونمبول                 | ۱۶ نوامبر ۲۰۲۱ | ۱۷ (۱۹۳۰، ۱۹۳۴، ۱۹۵۸، ۱۹۶۲، ۱۹۶۶، ۱۹۷۴، ۱۹۷۸، ۱۹۸۲، ۱۹۸۶، ۱۹۹۰، ۱۹۹۴، ۱۹۹۸، ۲۰۰۲، ۲۰۰۶، ۲۰۱۰، ۲۰۱۴، ۲۰۱۸)                         | قهرمان (۱۹۷۸، ۱۹۸۶)                        |
| ایران               | تیم اول گروه A مرحله سوم ای‌اف‌سی | ۲۷ ژانویه ۲۰۲۲ | ۵ (۱۹۷۸، ۱۹۹۸، ۲۰۰۶، ۲۰۱۴، ۲۰۱۸)                                                                                                  | مرحلهٔ گروهی (۱۹۷۸، ۱۹۹۸، ۲۰۰۶، ۲۰۱۴، ۲۰۱۸) |
| کرهٔ جنوبی           | تیم دوم گروه A مرحله سوم ای‌اف‌سی | ۱ فوریه ۲۰۲۲   | ۱۰ (۱۹۵۴، ۱۹۸۶، ۱۹۹۰، ۱۹۹۴، ۱۹۹۸، ۲۰۰۲، ۲۰۰۶، ۲۰۱۰، ۲۰۱۴، ۲۰۱۸)                                                                   | مقام چهارم (۲۰۰۲)                          |
| ژاپن                | تیم دوم گروه B مرحله سوم ای‌اف‌سی | ۲۴ مارس ۲۰۲۲   | ۶ (۱۹۹۸، ۲۰۰۲، ۲۰۰۶، ۲۰۱۰، ۲۰۱۴، ۲۰۱۸)                                                                                            | یک‌هشتم نهایی (۲۰۰۲، ۲۰۱۰، ۲۰۱۸)            |
| عربستان سعودی       | تیم اول گروه B مرحله سوم ای‌اف‌سی | ۲۴ مارس ۲۰۲۲   | ۵ (۱۹۹۴، ۱۹۹۸، ۲۰۰۲، ۲۰۰۶، ۲۰۱۸)                                                                                                  | یک‌هشتم نهایی (۱۹۹۴)                        |
| اکوادور             | تیم چهارم کونموبل               | ۲۵ مارس ۲۰۲۲   | ۳ (۲۰۰۲، ۲۰۰۶، ۲۰۱۴) | یک‌هشتم نهایی (۲۰۰۶) (۲۰۰۶)                 |
| اروگوئه             | تیم سوم کونموبل                 | ۲۵ مارس ۲۰۲۲   | ۱۳ (۱۹۳۰، ۱۹۵۰، ۱۹۵۴، ۱۹۶۲، ۱۹۶۶، ۱۹۷۰، ۱۹۷۴، ۱۹۸۶، ۱۹۹۰، ۲۰۰۲، ۲۰۱۰، ۲۰۱۴، ۲۰۱۸)                                                 | قهرمان (۱۹۳۰، ۱۹۵۰)                        |
| کانادا              | تیم اول کونکاکاف                | ۲۷ مارس ۲۰۲۲   | ۱ (۱۹۸۶) | مرحلهٔ گروهی (۱۹۸۶)                         |
| غنا                 | برندهٔ مرحلهٔ سوم آفریقا          | ۲۹ مارس ۲۰۲۲   | ۳ (۲۰۰۶، ۲۰۱۰، ۲۰۱۴) | یک‌چهارم نهایی (۲۰۱۰)                       |
| سنگال               | برندهٔ مرحلهٔ سوم آفریقا          | ۲۹ مارس ۲۰۲۲   | ۲ (۲۰۰۲، ۲۰۱۸) | یک‌چهارم نهایی (۲۰۰۲)                       |
| پرتغال              | برندهٔ مرحلهٔ دوم یوفا            | ۲۹ مارس ۲۰۲۲   | ۷ (۱۹۶۶، ۱۹۸۶، ۲۰۰۲، ۲۰۰۶، ۲۰۱۰، ۲۰۱۴، ۲۰۱۸)                                                                                      | مقام سوم (۱۹۶۶)                            |
| لهستان              | برندهٔ مرحلهٔ دوم یوفا            | ۲۹ مارس ۲۰۲۲   | ۸ (۱۹۳۸، ۱۹۷۴، ۱۹۷۸، ۱۹۸۲، ۱۹۸۶، ۲۰۰۲، ۲۰۰۶، ۲۰۱۸)                                                                                | مقام سوم (۱۹۷۴، ۱۹۸۲)                      |
| تونس                | برندهٔ مرحلهٔ سوم آفریقا          | ۲۹ مارس ۲۰۲۲   | ۵ (۱۹۷۸، ۱۹۹۸، ۲۰۰۲، ۲۰۰۶، ۲۰۱۸)                                                                                                  | مرحلهٔ گروهی (۱۹۷۸، ۱۹۹۸، ۲۰۰۲، ۲۰۰۶، ۲۰۱۸) |
| مراکش               | برندهٔ مرحلهٔ سوم آفریقا          | ۲۹ مارس ۲۰۲۲   | ۵ (۱۹۷۰، ۱۹۸۶، ۱۹۹۴، ۱۹۹۸، ۲۰۱۸)                                                                                                  | یک‌هشتم نهایی (۱۹۸۶)                        |
| کامرون              | برندهٔ مرحلهٔ سوم آفریقا          | ۲۹ مارس ۲۰۲۲   | ۷ (۱۹۸۲، ۱۹۹۰، ۱۹۹۴، ۱۹۹۸، ۲۰۰۲، ۲۰۱۰، ۲۰۱۴)                                                                                      | یک‌چهارم نهایی (۱۹۹۰)                       |
| ایالات متحده آمریکا | تیم سوم کونکاکاف                | ۳۰ مارس ۲۰۲۲   | ۱۰ (۱۹۳۰, ۱۹۳۴, ۱۹۵۰, ۱۹۹۰, ۱۹۹۴, ۱۹۹۸, ۲۰۰۲, ۲۰۰۶, ۲۰۱۰, ۲۰۱۴)                                                                   | مقام سوم (۱۹۳۰)                            |
| مکزیک               | تیم دوم کونکاکاف                | ۳۰ مارس ۲۰۲۲   | ۱۶ (۱۹۳۰, ۱۹۵۰, ۱۹۵۴, ۱۹۵۸, ۱۹۶۲, ۱۹۶۶, ۱۹۷۰, ۱۹۷۸, ۱۹۸۶, ۱۹۹۴, ۱۹۹۸, ۲۰۰۲, ۲۰۰۶, ۲۰۱۰, ۲۰۱۴, ۲۰۱۸)                               | یک چهارم نهایی (۱۹۷۰, ۱۹۸۶)                |
| ولز                 | برنده پلی‌آف یوفا                | ۵ ژوئن ۲۰۲۲    | ۱ (۱۹۵۸) | یک چهارم نهایی (۱۹۵۸)                      |
| استرالیا            | برنده پلی‌آف ای اف سی-کونمبول    | ۱۳ ژوئن ۲۰۲۲   | ۵ (۱۹۷۴، ۲۰۰۶, ۲۰۱۰, ۲۰۱۴, ۲۰۱۸)                                                                                                  | یک‌هشتم نهایی (۲۰۰۶)                        |
| کاستاریکا           | برنده پلی‌آف کونکاکاف-اقیانوسیه  | ۱۴ ژوئن ۲۰۲۲   | ۶ (۱۹۹۰، ۲۰۰۲, ۲۰۰۶, ۲۰۱۴, ۲۰۱۸)                                                                                                  | یک چهارم نهایی (۲۰۱۴)                      |

۱پررنگ نمایانگر قهرمانی در آن دوره و مورب نمایانگر میزبانی در آن دوره می‌باشد.
۲در آن دوره از مسابقات، تیم ملی فوتبال آلمان با عنوان آلمان غربی رقابت می‌کرد. یک تیم جداگانه با عنوان آلمان شرقی نیز در این مدت در مسابقات مقدماتی جام جهانی شرکت کرد که تنها در دوره ۱۹۷۴ در جام جهانی حضور داشت.
۳از سال ۱۹۳۰ تا ۱۹۹۸ تیم ملی صربستان با عنوان تیم ملی یوگسلاوی رقابت می‌کرد، تا سال ۲۰۰۶ نیز با عنوان تیم ملی صربستان و مونته‌نگرو رقابت می‌کرد.
۴در دوره ۱۹۳۰ هیچ مسابقه رسمی مقام سومی برگزار نشد و در آن زمان هیچ مقام سومی رسمی به هیچ تیمی اعطا نشد و دو تیم ملی ایالات متحده و یوگسلاوی در نیمه‌نهایی شکست خوردند. با این حال، فیفا با آمار و ارقام تیم‌های حاضر در آن دوره، بعد از نایب‌قهرمانی را رده‌بندی کرد.

## روند راهیابی
همهٔ ۲۱۱ فدراسیون در تمامی کنفدراسیون‌ها در روند راه‌یابی و مراحل مقدماتی جام جهانی ۲۰۲۲ حضور خواهند داشت. قطر به عنوان میزبان، به صورت خودکار به جام جهانی صعود کرده‌است. با این حال قطر از سوی کنفدراسیون فوتبال آسیا موظف است در مرحله مقدماتی منطقه آسیا شرکت کند، زیرا دور اول مسابقات مقدماتی جام جهانی دربرگیرندهٔ مرحله مقدماتی جام ملت‌های آسیا ۲۰۲۳ نیز می‌باشد. در صورتیکه قطر به عنوان تیم اول یا تیم دوم گروه خود شود، پنجمین تیم دوم برتر گروه‌بندی مسابقات به مرحلهٔ بعدی صعود خواهد کرد. پس از جام‌های جهانی ۱۹۳۰ و ۱۹۳۴، این نخستین بار است که تیمی که به عنوان میزبان جام جهانی انتخاب شده، تابحال هرگز به این مسابقات صعود نکرده. قهرمان کنونی جام جهانی، یعنی فرانسه نیز مراحل مقدماتی را مانند سایر تیم‌ها طی خواهد کرد.